# Ivan Ivanov (sciatore)
Ivan Alekseevič Ivanov (in russo Иван Алексеевич Иванов?; 11 maggio 1987) è un ex fondista russo.

## Biografia
In Coppa del Mondo esordì il 27 ottobre 2007 a Düsseldorf (31°) e ottenne l'unico podio il 26 gennaio 2008 a Canmore (2°). Non ha partecipato né a rassegne olimpiche né iridate.

## Palmarès

### Mondiali juniores
- 2 medaglie:
  - 1 oro (sprint a Tarvisio 2007)
  - 1 argento (staffetta a Tarvisio 2007)

### Coppa del Mondo
- Miglior piazzamento in classifica generale: 54º nel 2008
- 1 podio (individuale):
  - 1 secondo posto